# Натали Тозија
Натали Тозија (фр. Nathalie Tauziat; рођена 17. октобра 1967) је бивша професионална француска тенисерка, пореклом из Централноафричке Републике. Највиша позиција на ВТА листи јој је треће место, које је достигла и у појединачној и у конкуренцији парова, а највећи успех у каријери постигла је стигавши до финала Вимблдона 1998. године.

## Приватни живот
Натали Тозија рођена је 17. октобра 1967. у Бангију, Централноафричка Република, а са породицом — оцем Бернаром, мајком Режином и братом Ериком — 1976. се сели у Сен Тропе, Француска. Први тренер био јој је француски спортски новинар Франсоа Д'О, а од 13. године, па до краја каријере, тренирао ју је Режи де Камаре. Тозија воли музику певачице Витни Хјустон, хоби јој је голф, а ватрени је навијач фудбалског клуба Бордо. 1994. године је отворила сопствену школу тениса у Капбретону, Француска. Године 2001. објавила је књигу Les Dessous du tennis féminin, у којој је писала о животу професионалне тенисерке.
Од 2003. године Тозија ради као тренер француске тенисерке Марион Бартоли. Њен близак рођак је бивши француски фудбалер Дидије Дешан. 16. јула 2005. удала се за свог дугогодишњег партнера Рамона Палорену, а исте године су добили и кћерку.

## Каријера
Натали Тозија је почела професионално да се бави тенисом 1984. године. Повукла се 2003, након Отвореног првенства Француске, а током 2002. и 2003. године играла је само у конкуренцији парова. Највиша позиција у и синглу и у дублу јој је треће место. Тренер јој јер био Режи де Камаре; гајила је сервис—волеј стил игре. Свој први турнир освојила је у Бајону 1990. године.
На Вимблдону 1998. године, Тозија је достигла своје једино гренд слем финале у појединачној конкуренцији, из 42. покушаја. Победила ју је Јана Новотна са 6—4, 7—6(2). Тозија је тако постала прва француска тенисерка која је стигла до финала Вимблдона још од Сизан Ланглан 1925; такође је завршила 1998. годину као прва француска тенисерка која је зарадила преко милион долара зараде. Тозија је своје највеће успехе постигла релативно касно, ушавши међу десет најбољих тенисерки на ВТА листи тек када је имала тридесет година. Тада је постала тек трећа Францускиња која се нашла у топ 10, након Франсоаз Дир и Мери Пирс. 7. фебруара 1999. Француска је по први пут имала три тенисерке међу десет најбољих — Тозија је била шеста, Мери Пирс је била пета, а Сандрин Тести девета. Овај успех поновљен је између 15. новембра 1999. и 9. јануара 2000, када су Тозија, Жили Алар-Декижи, Амели Моресмо и Пирс све биле рангиране међу десет најбољих тенисерки на свету.
Тозија је постала трећа најстарија тенисерка која је освојила турнир прве категорије, победивши Барбару Шет у финалу Купа Кремља 1999. Тада је имала тридесет и две године. 8. маја 2000. постала је трећа тенисерка света, и најстарија тенисерка која је достигла топ 3, са тридесет и шест година и шест месеци. Тозија је у каријери победила у 112 мечева на трави, подлози која јој је дефинитивно најбоље лежала — испред ње се налазе само Мартина Навратилова са 309 победа, Крис Еверт са 207, Пем Шрајвер са 188 и Хелена Сукова са 125.
Након што се повукла након Ролан Гароса 2003, Тозија је постала тренер француске тенисерке Марион Бартоли и посветила се вођењу сопствене школе тениса у Капбретону.

## Гренд слем финала (2)

### Појединачно (1)

#### Пораз (1)
| Година | Турнир   | Подлога | Противница   | Резултат    |
| 1998   | Вимблдон | Трава   | Јана Новотна | 4—6, 6(2)—7 |

### Парови (1)

#### Пораз (1)
| Година | Турнир                 | Подлога | Партнерка   | Противнице              | Резултат      |
| 2001   | Отворено првенство САД | Тврда   | Кимберли По | Лиса Рејмонд Рене Стабс | 2—6, 7—5, 5—7 |

## Финала

### Победе појединачно (8)
| Легенда           |
| ----------------- |
| ВТА шампионат (0) |
| Гренд слем(0)     |
| Тијер I (1)       |
| Тијер II (3)      |
| Тијер III (3)     |
| Тијер IV (0)      |
| Тијер V (1)       |

| Бр. | Датум               | Турнир                  | Локација                        | Подлога | Противница        | Резултат      |
| 1.  | 24. септембар 1990. | ВТА Бајон               | Бајон, Француска                | Тврда   | Анке Хубер        | 6–3, 7–6(8)   |
| 2.  | 1. новембар 1993.   | Бел челинџ              | Квебек Сити, Канада             | Тврда   | Катерина Малејева | 6–4, 6–1      |
| 3.  | 19. јун 1995.       | Међународни женски опен | Истборн, Уједињено Краљевство   | Трава   | Чанда Рубин       | 3–6, 6–0, 7–5 |
| 4.  | 9. јун 1997.        | ДФС класик              | Бирмингем, Уједињено Краљевство | Трава   | Јајук Басуки      | 2–6, 6–2, 6–2 |
| 5.  | 18. октобар 1999.   | Куп Кремља              | Москва, Русија                  | Тепих   | Барбара Шет       | 2–6, 6–4, 6–1 |
| 6.  | 1. новембар 1999.   | ВТА Лајпциг             | Лајпциг, Немачка                | Тепих   | Квјета Пешке      | 6–1, 6–3      |
| 7.  | 7. фебруар 2000.    | Париз опен              | Париз, Француска                | Тепих   | Серена Вилијамс   | 7–5, 6–2      |
| 8.  | 11. јун 2001.       | ДФС класик              | Бирмингем, Уједињено Краљевство | Трава   | Миријам Ореманс   | 6–3, 7–5      |

### Порази појединачно (14)
| Бр. | Датум               | Турнир                     | Локација                               | Подлога | Противница          | Резултат         |
| 1.  | 11. јул 1988.       | Ница опен                  | Ница, Француска                        | Шљака   | Сандра Чекини       | 7–5, 6–4         |
| 2.  | 22. август 1988.    | ВТА Њу Џерзи               | Мавах, Њу Џерзи, САД                   | Тврда   | Штефи Граф          | 6–0, 6–1         |
| 3.  | 5. фебруар 1990.    | Вичита опен                | Вичита, САД                            | Тврда   | Динки ван Ренсбург  | 2–6, 7–5, 6–2    |
| 4.  | 7. октобар 1991.    | Цирих опен                 | Цирих, Швајцарска                      | Тепих   | Штефи Граф          | 6–4, 6–4         |
| 5.  | 23. март 1991.      | Тексас опен                | Сан Антонио, Тексас, САД               | Тврда   | Мартина Навратилова | 6–2, 6–1         |
| 6.  | 28. септембар 1991. | ВТА Бајон                  | Бајон, Француска                       | Тврда   | Мануела Малејева    | 6–7(4), 6–2, 6–3 |
| 7.  | 10. јун 1996.       | ДФС класик                 | Бирмингем, Уједињено Краљевство        | Трава   | Мередит Макграт     | 2–6, 6–4, 6–4    |
| 8.  | 13. октобар 1997.   | Цирих опен                 | Цирих, Швајцарска                      | Тепих   | Линдзи Давенпорт    | 7–6(3), 7–5      |
| 9.  | 3. новембар 1997.   | Куп Америтек Чикаго        | Чикаго, САД                            | Тепих   | Линдзи Давенпорт    | 6–0, 7–5         |
| 10. | 22. јун 1998.       | Вимблдон                   | Вимблдон, Лондон, Уједињено Краљевство | Трава   | Јана Новотна        | 6–4, 7–6(2)      |
| 11. | 2. новембар 1998.   | ВТА Лајпциг                | Лајпциг, Немачка                       | Тепих   | Штефи Граф          | 6–3, 6–4         |
| 12. | 7. јун 1999.        | ДФС класик                 | Бирмингем, Уједињено Краљевство        | Трава   | Жили Алар-Декижи    | 6–2, 3–6, 6–4    |
| 13. | 14. јун 1999.       | Међународни женски опен    | Истборн, Уједињено Краљевство          | Трава   | Наташа Зверева      | 0–6, 7–5, 6–3    |
| 14. | 19. фебруар 2001.   | Отворено првенство Дубаија | Дубаи, Уједињени Арапски Емирати       | Тврда   | Мартина Хингис      | 6–4, 6–4         |